# Bobowski (herb baronowski)
Bobowski Baron − polski herb szlachecki, odmiana herbu Gryf.

## Opis herbu
Opis z wykorzystaniem klasycznych zasad blazonowania:
W polu czerwonym gryf wspięty srebrny. Nad koroną baronowską, hełm w koronie, z którego pół gryfa srebrnego z trąbą złotą w szponach. Labry: czerwone podbite srebrem.

## Najwcześniejsze wzmianki
Nadany 12 września 1788 roku Józefowi Bobowskiemu przez Franciszka II z tytułem baronowskim i predykatem wohlgeboren (wielmożny). Podstawą nadania było potwierdzenie szlachectwa przez Komisję Magnatów i piastowanie urzędu ziemskiego. Obdarowany od 1761 był sędzią kapturowym, od 28 sierpnia 1765 wojskim i sędzią grodzkim sanockim, od 11 lipca 1766 cześnikiem sanockim, od 1768 komisarzem ziemskim, od 22 października 1768 podstolim sanockim i od 10 stycznia 1769 chorążym sanockim. Żonaty z Teresą z Urbańskich I v. hr. Butler II v. Fredro. 

## Herbowni
Herb ten był herbem własnym, toteż do jego używania uprawniony jest tylko jeden ród herbownych – Freiherr de (von) Boby-Bobowski.